# 姉妹染色分体

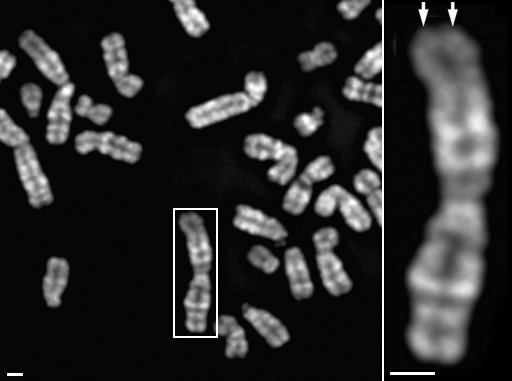
ヒト細胞の分裂中期染色体（左）とその拡大図（右）。それぞれの染色体は一対の姉妹染色分体（矢印）から構成される。バーは1 μm。

姉妹染色分体（しまいせんしょくぶんたい：sister chromatids）とは、DNA複製後にできる、同じ遺伝情報をもつ2本の染色分体のことをいう。複製後の染色体は一対の姉妹染色分体から構成される、と言い換えることもできる。

## 分裂期における姉妹染色分体の動き

### 体細胞分裂

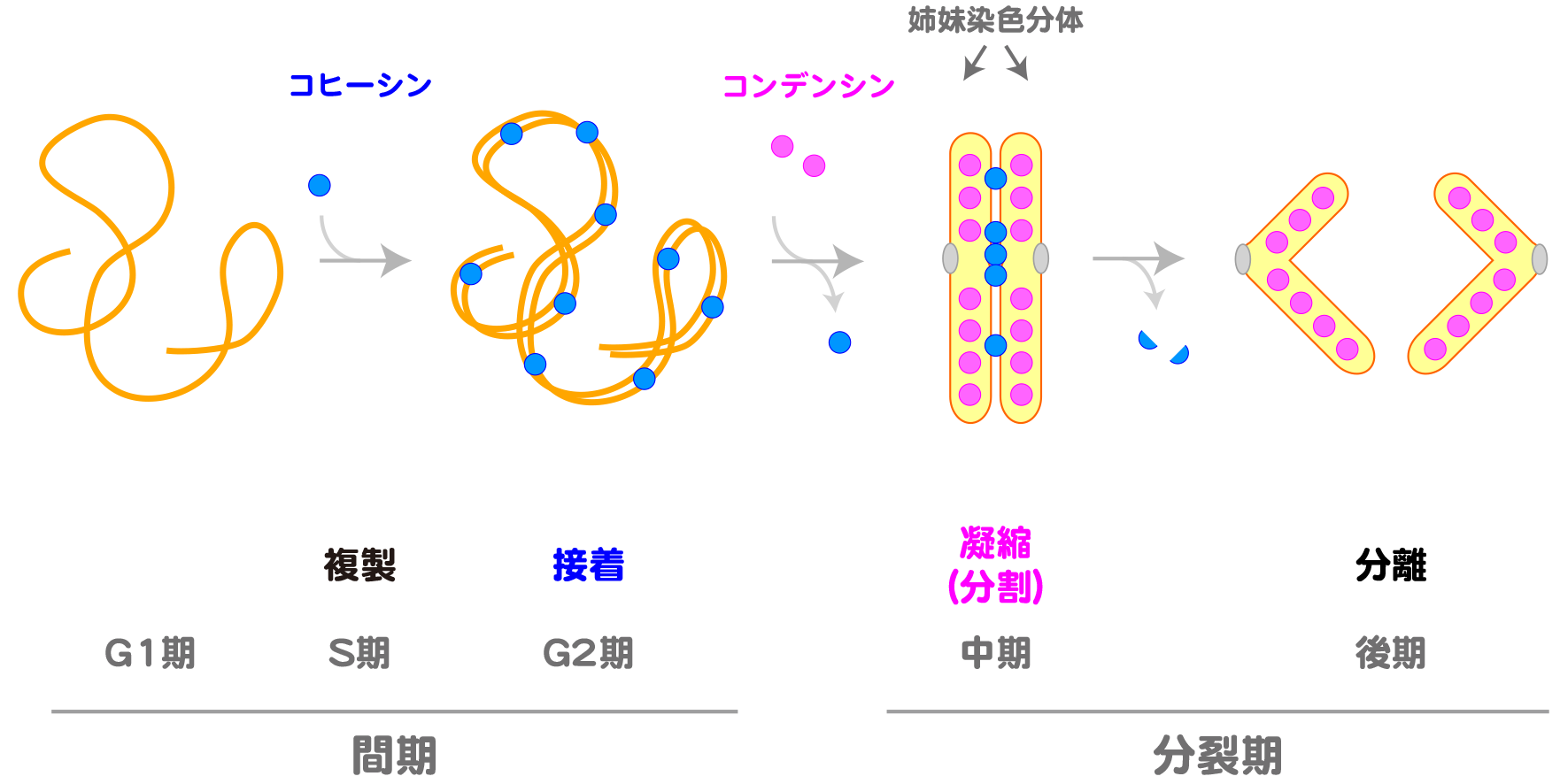
体細胞分裂における染色体サイクル

複製が終わってから分裂期に入るまで対になった姉妹染色分体をつなぎ止めておく過程を、姉妹染色分体の接着あるいはコヒージョン（sister chromatid cohesion）という。この過程は、G2期においては相同組換えによるDNA修復、また分裂期においては正確な染色体分離を支えるために重要な役割を担っている。
高等真核細胞では、体細胞分裂前期から前中期にかけての染色体凝縮に伴って染色分体間の接着は部分的に解除され、その結果2本の姉妹染色分体が光学顕微鏡下で識別可能となる（この過程を姉妹染色分体の分割 [sister chromatid resolution]と呼ぶ）。この際セントロメア付近の接着は解除を免れ、中期において染色体がスピンドルと2極性の結合をすることを保証する。後期に入ると接着が完全に解除され（姉妹染色分体の分離 [sister chromatid separation]）、それぞれの染色分体が娘細胞に正確に分配される。接着過程の制御異常は、未成熟な染色分体の解離や染色体とスピンドルとの不完全な結合を引き起こし、染色体の分離の欠損へと発展する。こうした分離異常はゲノム不安定性につながり、細胞のがん化の原因ともなりうる。

### 減数分裂
減数分裂期では、相同染色体の対合・組み換えの後、姉妹染色分体の接着は2段階にわけて解除される。まず腕部における解除が第一分裂（相同染色体の分離）を引き起こし、セントロメアにおける解除が第二分裂（姉妹染色分体の分離）を引き起こす。このように、腕部とセントロメアにおける接着の役割分担は、体細胞分裂に比べ減数分裂においてより明確である。

## 姉妹染色分体の動きを制御するタンパク質因子
姉妹染色分体の接着にはコヒーシンと呼ばれるタンパク質複合体が、凝縮（分割）にはコンデンシンと呼ばれるタンパク質複合体が主要な役割を果たしている。

## 引用文献
1. ↑  Nasmyth K, Haering CH (2009). “Cohesin: its roles and mechanisms”. Annu Rev Genet 43:  525-558. PMID 19886810.
2. ↑  Onn I, Heidinger-Pauli JM, Guacci V, Unal E, Koshland D (2008). “Sister chromatid cohesion: a simple concept with a complex reality”. Annu Rev Cell Dev Biol 24:  105-129. PMID 18616427.
3. ↑  Shintomi K, Hirano T (2010). “Sister chromatid resolution: a cohesin releasing network and beyond”. Chromosoma 119:  459-467. PMID 20352243.
4. ↑  Kon A, Shih LY, Minamino M, Sanada M, Shiraishi Y, Nagata Y, Yoshida K, Okuno Y, Bando M, Nakato R, Ishikawa S, Sato-Otsubo A, Nagae G, Nishimoto A, Haferlach C, Nowak D, Sato Y, Alpermann T, Nagasaki M, Shimamura T, Tanaka H, Chiba K, Yamamoto R, Yamaguchi T, Otsu M, Obara N, Sakata-Yanagimoto M, Nakamaki T, Ishiyama K, Nolte F, Hofmann WK, Miyawaki S, Chiba S, Mori H, Nakauchi H, Koeffler HP, Aburatani H, Haferlach T, Shirahige K, Miyano S, Ogawa S (2013). “Recurrent mutations in multiple components of the cohesin complex in myeloid neoplasms”. Nat Genet. 45:  1232-1237. PMID 23955599.
5. ↑  Leiserson MD, Vandin F, Wu HT, Dobson JR, Eldridge JV, Thomas JL, Papoutsaki A, Kim Y, Niu B, McLellan M, Lawrence MS, Gonzalez-Perez A, Tamborero D, Cheng Y, Ryslik GA, Lopez-Bigas N, Getz G, Ding L, Raphael BJ (2014). “Pan-cancer network analysis identifies combinations of rare somatic mutations across pathways and protein complexes”. Nat Genet.. PMID 25501392.
6. ↑  Zickler D, Kleckner N (1999). “Meiotic chromosomes: integrating structure and function”. Annu Rev Genet 33:  603-754. PMID 10690419.
7. ↑  Watanabe Y (2005). “Sister chromatid cohesion along arms and at centromeres”. Trends Genet 21:  405-412. PMID 15946764.

## 参考図書
- B. Alberts他 著（中村桂子・松原謙一 監訳）『細胞の分子生物学 第6版』ニュートンプレス、2017年。
- B. Alberts他 著（中村桂子・松原謙一 監訳）『Essential 細胞生物学 原書第4版』南江堂、2016年。
- D. Morgan 著（中山敬一・啓子 翻訳）『カラー図説 細胞周期』メディカルサイエンスインターナショナル、2008年。
- 平野達也 企画（実験医学 特集）『フレミングが夢見た染色体の核心：コンデンシン・コヒーシンの発見から16年』羊土社、2013年。
- 平岡泰・原口徳子 編『染色体と細胞核のダイナミクス』化学同人、2013年。